# Nie martw się, kochanie
Nie martw się, kochanie (ang. Don’t Worry Darling) – amerykański thriller z 2022 roku w reżyserii Olivii Wilde.
Film miał swoją światową premierę 5 września 2022 roku w ramach pokazów pozakonkursowych na 79. MFF w Wenecji. Na ekrany polskich kin wszedł 23 września 2022 roku.

## Fabuła
Alice i Jack Chambers są małżeństwem mieszkającym w Victory, wyidealizowanym miasteczku na pustyni Kalifornii z lat 50. Podczas gdy mężczyźni pracują, kobiety prowadzą życie gospodyń domowych. W pewnym momencie ich sielanka zostaje zakłócona, a skrywane tajemnice zaczynają wychodzić na jaw.

## Obsada
- Florence Pugh – Alice Chambers
- Harry Styles – Jack Chambers
- Chris Pine – Frank
- Olivia Wilde – Bunny
- Gemma Chan – Shelly
- KiKi Layne – Margaret
- Timothy Simons – dr Collins
- Kate Berlant – Peg
- Douglas Smith – Bill
- Dita von Teese – we własnej osobie

## Produkcja
Zdjęcia kręcono w Los Angeles i Palm Springs.